# Siganus puelloides
Siganus puelloides är en fiskart som beskrevs av Dennis Wayne Woodland och Randall, 1979. Siganus puelloides ingår i släktet Siganus och familjen Siganidae. Inga underarter finns listade i Catalogue of Life.